# 波因特湖
65°14′N 113°09′W / 65.233°N 113.150°W

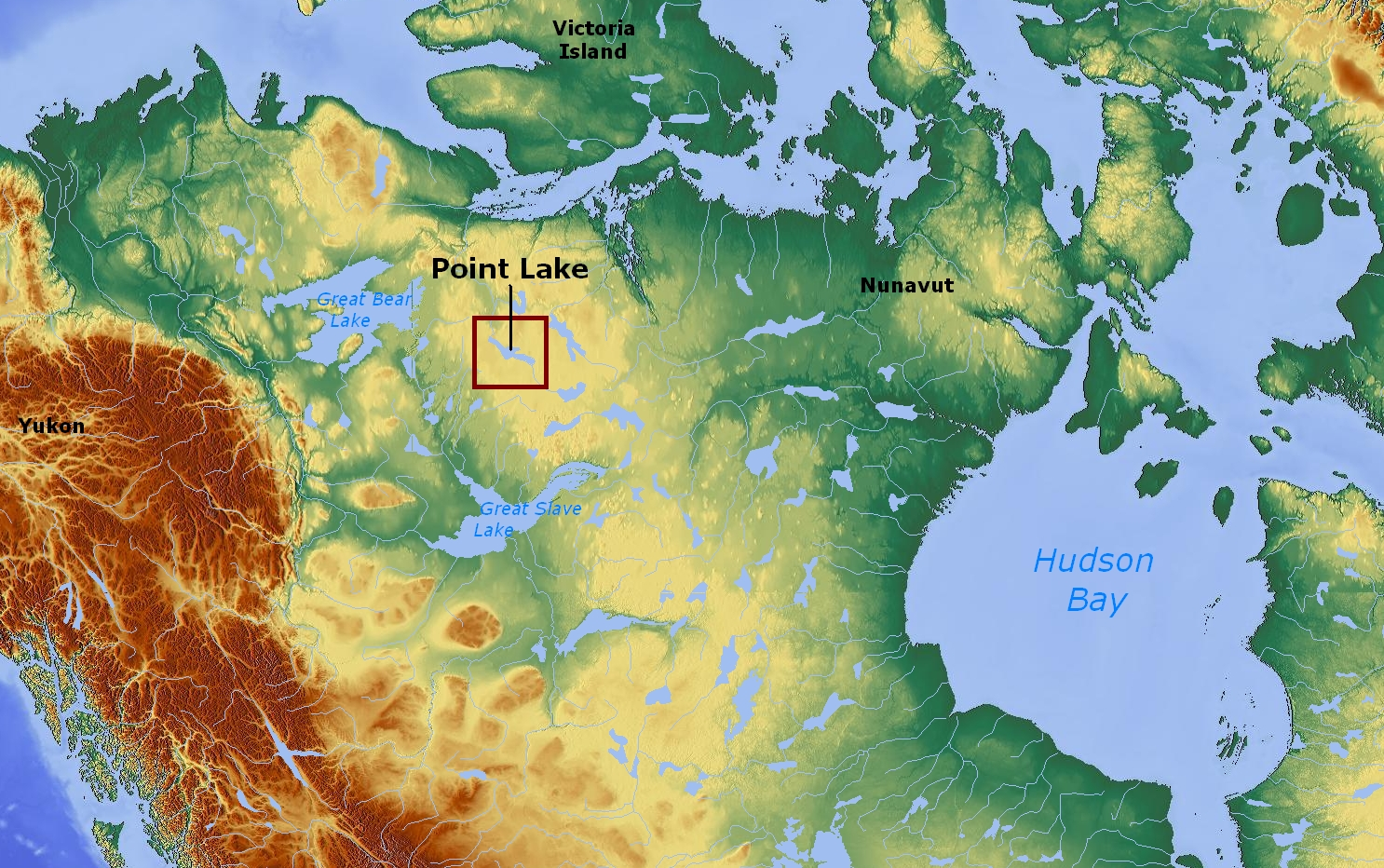

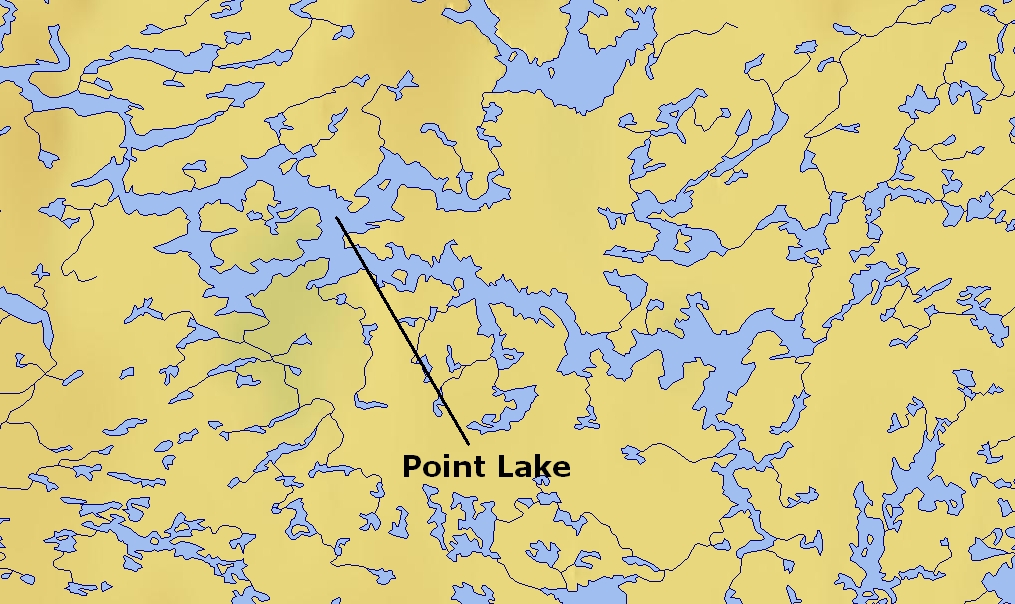

波因特湖是加拿大的湖泊，位於首府黃刀鎮東北約300公里，由西北地區負責管轄，面積594平方公里，島嶼面積107平方公里，海拔高度375米。